# Rajd Chorwacji 2009
Rajd Chorwacji 2009 (36. Croatia Delta Rally) – 36 edycja rajdu samochodowego Rajd Chorwacji rozgrywanego we Chorwacji. Rozgrywany był od 28 do 30 maja 2009 roku. Była to trzecia runda Rajdowych Mistrzostw Europy w roku 2009 oraz pierwsza runda Rajdowych Mistrzostw Chorwacji. Składał się z 15 odcinków specjalnych.

## Klasyfikacja rajdu
| Miejsce | Miejsce | Miejsce | Kierowca             | Pilot                | Samochód                 | Czas      | Strata   |
| Gen.    | ERC     | CRO     | Kierowca             | Pilot                | Samochód                 | Czas      | Strata   |
| ------- | ------- | ------- | -------------------- | -------------------- | ------------------------ | --------- | -------- |
| 1.      | 1.      |         | Krum Donchev         | Petar Yordanov       | Peugeot 207 S2000        | 2:44:27.8 | 0.0      |
| 2.      | 2.      |         | Michał Sołowow       | Maciej Baran         | Peugeot 207 S2000        | 2:44:32.3 | +4.5     |
| 3.      | 3.      | 1.      | Luca Betti           | Giovanni Bernacchini | Peugeot 207 S2000        | 2:45:08.9 | +41.1    |
| 4.      | 4.      | 2.      | Corrado Fontana      | Carlo Cassina        | Peugeot 207 S2000        | 2:46:50.1 | +2:22.3  |
| 5.      | 5.      | 3.      | Davide Di Benedetto  | Nicola Arena         | Peugeot 207 S2000        | 2:50:46.5 | +6:18.7  |
| 6.      |         |         | Valentin Porcisteanu | Dan Dobre            | Mitsubishi Lancer Evo IX | 2:52:30.8 | +8:03.0  |
| 7.      | 6.      |         | Brian Lavio          | Luca Parodi          | Peugeot 207 S2000        | 2:53:50.3 | +9:22.5  |
| 8.      |         | 4.      | János Szilágyi       | Beáta Dienes         | Mitsubishi Lancer Evo IX | 2:54:06.8 | +9:39.0  |
| 9.      |         | 5.      | Andrea Torlasco      | Piercarlo Capolongo  | Renault Clio RS          | 2:54:55.4 | +10:27.6 |
| 10.     | 7.      |         | Todor Slavov         | Dobromir Filipov     | Renault Clio R3          | 2:55:15.5 | +10:47.7 |